# Clavaspidiotus abietis
Clavaspidiotus abietis är en insektsart som beskrevs av Sadao Takagi och Kawai 1966. Clavaspidiotus abietis ingår i släktet Clavaspidiotus och familjen pansarsköldlöss. Inga underarter finns listade i Catalogue of Life.